# زنبق خراسانی
زنبق خراسانی (نام علمی: Iris kopetdagensis)  یکی از گونه‌های سردهٔ زنبق است. ارتفاع گیاه ۲۰ سانتیمتر است که در زمان گل‌دهی ساقهٔ برگ‌دار آن نیز به خوبی رشد می‌کند. این گیاه در شرایط اقلیمی مساعد، ممکن است تا ارتفاع ۳۰ سانتیمتر رشد کند و تعداد گل آن به ۹ عدد برسد. در روی دامنه‌های سنگلاخی از ارتفاع  ۹۰۰ تا ۲۹۰۰ متری در  ناحیهٔ فیروز کوه به طرف شرق تا خراسان در استپ‌های خشک می‌روید. فصل گل‌دهی اسفند تا اردیبهشت است.

## منبع
- پروندلبو؛ رونه‌مارک، هانس (۱۳۵۵)، لاله‌ها و زنبق‌های ایران و گونه‌های مجاور، تهران: موسسه گیاه‌شناسی ایران